# Placido Gabrielli
Don Placido Gabrielli, principe Gabrielli, IV principe di Prossedi, Roccasecca e Pisterzo (Roma, 9 novembre 1832 – Frascati, 3 settembre 1911), è stato un banchiere e politico italiano.

## Biografia
Figlio del Principe don Mario Gabrielli e di Carlotta Bonaparte, Placido era nipote di Luciano Bonaparte, fratello di Napoleone, Principe di Canino e di Musignano, e della prima moglie Christine Boyer. Nacque nell'allora Palazzo Gabrielli a Monte Giordano, e fu battezzato dal cardinal vicario Placido Zurla, in onore del quale ebbe il nome.
Il prestigio della famiglia si accrebbe ulteriormente con l'elezione dello zio Luigi Napoleone a Presidente della Repubblica francese (10 dicembre 1848), e qualche anno dopo con la sua proclamazione a Imperatore dei Francesi (2 dicembre 1852), con il nome di Napoleone III.
Educato in gioventù presso il Convitto Tolomei di Siena, durante il Secondo Impero, Placido fu una figura di spicco della corte dell'imperatrice Eugenia, e risiedette spesso a Parigi, in un hôtel particulier della Rue de Grenelle (noto nel tempo come Hôtel de Besenval, Chabrillan, Chanac de Pompadour, Montholon, durante il Secondo Impero anche come Hôtel de Gabrielli, e oggi sede dell'Ambasciata svizzera). Frequenti furono inoltre le sue visite al castello di Saint-Cloud, a Compiègne, a Biarritz e a Deauville.
Accompagnò la sovrana in viaggi ufficiali e privati, soprattutto in Italia, ma anche in Egitto, in occasione dell'apertura del canale di Suez, e la ospitò nella sua residenza romana. Fu un assiduo frequentatore del salotto letterario della zia Matilde Bonaparte, alla rue de Courcelles e, dopo la caduta di Napoleone III, alla rue de Berri e a Saint-Gratien. In virtù dei suoi legami familiari, si adoperò come mediatore tra la Francia e lo Stato Pontificio, in merito alla risoluzione delle controversie relative agli espropri ed alle spoliazioni compiuti da Napoleone I ai danni della Chiesa e alle Congregazioni religiose, e in merito alla politica italiana di Napoleone III.
Il 1º febbraio 1856 sposò nella cappella imperiale del Palazzo delle Tuileries, alla presenza di Napoleone III e dell'imperatrice Eugenia, la cugina Augusta Bonaparte, figlia di Carlo Luciano e Zenaide, che si segnalò per le numerose opere benefiche compiute in aiuto delle popolazioni povere dei feudi laziali dei Gabrielli (Prossedi, Roccasecca e Pisterzo). Il 30 marzo 1860, a nome della nobiltà e della cittadinanza romane, consegnò all'ambasciatore francese a Roma Agénor de Gramont, una spada d'onore per Napoleone III, allo scopo di commemorare la liberazione della Lombardia avvenuta l'anno precedente. E il 17 giugno 1861 guidò la delegazione di cittadini italiani residenti a Parigi che presenziarono alla messa di suffragio per Camillo Cavour nella chiesa della Madeleine.
Dopo il 1870 risiedette principalmente a Roma, diventando uno tra gli esponenti più noti del partito cattolico conservatore che difendeva la nobiltà papalina cosiddetta "nera", di cui i Gabrielli facevano parte, ma manifestando una politica di apertura nei confronti di casa Savoia e del Regno d'Italia. Dopo aver ricoperto, durante il governo pontificio, la carica di senatore di Roma dal 1850 al 1870, scelse di dedicarsi alla vita pubblica anche dopo la proclamazione della città a capitale d'Italia e, nelle file dell'Unione Romana ricoprì più volte la carica di consigliere municipale.
Tra i soci fondatori del Banco di Roma, ne fu, dal 21 aprile 1880 al marzo 1885, il primo Presidente.

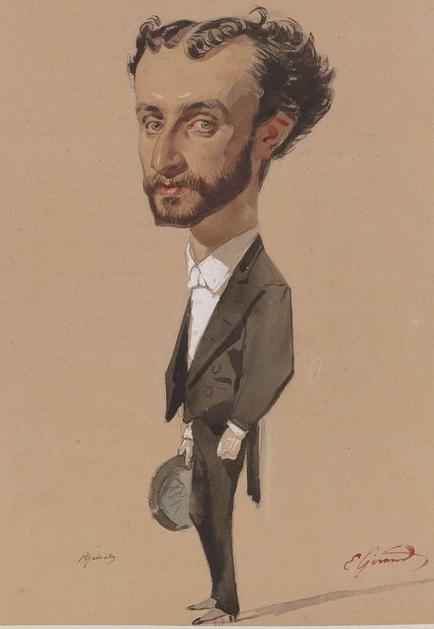
Placido Gabrielli in una caricatura di Pierre-François-Eugène Giraud (1806-1881), dalla serie Les Soirées du Louvre. Parigi, 1864.

Definito dalle cronache dell'epoca «prince charmant», fu un apprezzato decoratore d'interni e fotografo dilettante (benché meno noto e talentuoso del cugino Giuseppe Primoli). Appassionato pittore, fu allievo di Ernest Hébert (direttore dell'Accademia di Francia a Roma), ed iniziò a quest'arte il nipote Napoleone Parisani, figlio della sorella Emilia, che in seguito si affermò tra i massimi esponenti del gruppo dei XXV della campagna romana. 
Fu anche in contatto epistolare con vari personaggi del mondo letterario italiano e francese, tra cui Giovanni Bosco e Edmond de Goncourt. Una lettera a lui indirizzata da Giuseppe Gioachino Belli, datata 15 gennaio 1861, in risposta alla richiesta di Placido di tradurre in romanesco il Vangelo di Matteo, è considerata un testo-chiave per comprendere la figura del poeta romano e la sua concezione di questa lingua, nella stessa lettera definita «favella non di Roma, ma del rozzo e spropositato suo volgo».
Alcuni rovesci finanziari lo costrinsero a vendere, nel 1888, il Palazzo di Monte Giordano, in Roma, che era in possesso della sua famiglia sin dal 1688, ai conti Taverna di Milano, per la somma di 1.800.000 franchi francesi. Nel 1894, tramite il cugino Giuseppe Primoli e Ernest Hébert, vendette il ritratto della nonna, Christine Boyer Bonaparte, opera del 1801 considerata tra le più importanti di Antoine-Jean Gros, al Museo del Louvre, dove tuttora si trova esposta.
Nel 1896 aveva declinato la nomina a Senatore del Regno offertagli da Umberto I.
Morto senza discendenza diretta, Placido Gabrielli fu l'ultimo del ramo romano dei Gabrielli, antica famiglia comitale originaria di Gubbio. Il patrimonio passò ai nipoti Del Gallo di Roccagiovine (discendenti di Julie-Charlotte, sorella di Augusta), i titoli ai Massimo ed ai Massimo Lancellotti; il nome sussiste nei Carpegna, che ne sono i primogeniti di sangue maschile ma che vi avevano rinunciato nel 1749 con il Marchese Antonio Gabrielli, che divenne conte sovrano di Carpegna (per "sostituzione") ma che lo ripresero con il senatore principe Guido Orazio Di Carpegna Falconieri, e nei rami superstiti di casa Gabrielli.
È sepolto, insieme alla moglie Augusta Bonaparte, nella Chiesa della Strammetta a Prossedi, per la quale Placido e Augusta avevano commissionato al nipote Napoleone Parisani una pala d'altare che li ritrae in preghiera ai piedi della vergine e dei santi eponimi, Agostino e Placido.

## Ascendenza
|                                            |                        |                                               | Genitori                                               |  |  | Nonni |  |  | Bisnonni                                 |  |  | Trisnonni                              |  |
|                                            |                        |                                               |                                                        |  |  |       |  |  | Angelo Gabrielli, I principe di Prossedi |  |  | Pietro Gabrielli, marchese di Prossedi |  |
|                                            |                        |                                               |                                                        |  |  |       |  |  | Angelo Gabrielli, I principe di Prossedi |  |  | Pietro Gabrielli, marchese di Prossedi |  |
|                                            |                        | Maria Teresa di Valvasone                     |                                                        |  |  |       |  |  | Angelo Gabrielli, I principe di Prossedi |  |  |                                        |  |
| Pietro Gabrielli, II principe di Prossedi  |                        |                                               |                                                        |  |  |       |  |  | Angelo Gabrielli, I principe di Prossedi |  |  |                                        |  |
|                                            |                        | Caterina Trotti-Bentivoglio                   | Ercole Trotti, V marchese della Serra                  |  |  |       |  |  |                                          |  |  |                                        |  |
|                                            |                        | Caterina Trotti-Bentivoglio                   | Ercole Trotti, V marchese della Serra                  |  |  |       |  |  |                                          |  |  |                                        |  |
|                                            |                        | Caterina Trotti-Bentivoglio                   | Caterina Mosti Estense                                 |  |  |       |  |  |                                          |  |  |                                        |  |
| Mario Gabrielli, III principe di Prossedi  |                        | Caterina Trotti-Bentivoglio                   |                                                        |  |  |       |  |  |                                          |  |  |                                        |  |
|                                            |                        | Raffaele Riario Sforza, II duca Riario Sforza | Nicola Riario Sforza, I duca Riario Sforza             |  |  |       |  |  |                                          |  |  |                                        |  |
|                                            |                        | Raffaele Riario Sforza, II duca Riario Sforza | Nicola Riario Sforza, I duca Riario Sforza             |  |  |       |  |  |                                          |  |  |                                        |  |
|                                            |                        | Raffaele Riario Sforza, II duca Riario Sforza | Lavinia Spinola di Luccoli                             |  |  |       |  |  |                                          |  |  |                                        |  |
| Camilla Riario Sforza                      |                        | Raffaele Riario Sforza, II duca Riario Sforza |                                                        |  |  |       |  |  |                                          |  |  |                                        |  |
|                                            |                        | Giulia Rospigliosi                            | Clemente Domenico Rospigliosi, II principe Rospigliosi |  |  |       |  |  |                                          |  |  |                                        |  |
|                                            |                        | Giulia Rospigliosi                            | Clemente Domenico Rospigliosi, II principe Rospigliosi |  |  |       |  |  |                                          |  |  |                                        |  |
|                                            |                        | Giulia Rospigliosi                            | Giustina Borromeo Arese                                |  |  |       |  |  |                                          |  |  |                                        |  |
| Placido Gabrielli, IV principe di Prossedi |                        | Giulia Rospigliosi                            |                                                        |  |  |       |  |  |                                          |  |  |                                        |  |
|                                            | Carlo Maria Buonaparte | Giuseppe Maria Buonaparte                     |                                                        |  |  |       |  |  |                                          |  |  |                                        |  |
|                                            | Carlo Maria Buonaparte | Giuseppe Maria Buonaparte                     |                                                        |  |  |       |  |  |                                          |  |  |                                        |  |
|                                            | Carlo Maria Buonaparte | Maria Saveria Paravicini                      |                                                        |  |  |       |  |  |                                          |  |  |                                        |  |
| Luciano Bonaparte                          | Carlo Maria Buonaparte |                                               |                                                        |  |  |       |  |  |                                          |  |  |                                        |  |
|                                            |                        | Letizia Ramolino                              | Giovanni Geronimo Ramolino                             |  |  |       |  |  |                                          |  |  |                                        |  |
|                                            |                        | Letizia Ramolino                              | Giovanni Geronimo Ramolino                             |  |  |       |  |  |                                          |  |  |                                        |  |
|                                            |                        | Letizia Ramolino                              | Angela Maria Pietrasanta                               |  |  |       |  |  |                                          |  |  |                                        |  |
| Carlotta Bonaparte                         |                        | Letizia Ramolino                              |                                                        |  |  |       |  |  |                                          |  |  |                                        |  |
|                                            |                        | Pierre André Boyer                            | André Boyer                                            |  |  |       |  |  |                                          |  |  |                                        |  |
|                                            |                        | Pierre André Boyer                            | André Boyer                                            |  |  |       |  |  |                                          |  |  |                                        |  |
|                                            |                        | Pierre André Boyer                            | Marguerite de Ferry                                    |  |  |       |  |  |                                          |  |  |                                        |  |
| Cristina Boyer                             |                        | Pierre André Boyer                            |                                                        |  |  |       |  |  |                                          |  |  |                                        |  |
|                                            |                        | Rosalie Fabre                                 | François Fabre                                         |  |  |       |  |  |                                          |  |  |                                        |  |
|                                            |                        | Rosalie Fabre                                 | François Fabre                                         |  |  |       |  |  |                                          |  |  |                                        |  |
|                                            |                        | Rosalie Fabre                                 | Marguerite Andrau                                      |  |  |       |  |  |                                          |  |  |                                        |  |
|                                            |                        | Rosalie Fabre                                 |                                                        |  |  |       |  |  |                                          |  |  |                                        |  |